# Demografía de la República de China
La población total asciende a 22.400.000 habitantes (nov.2001). La densidad de población es de 622 habitantes por km², la tercera de Asia Oriental tras Hong Kong y Japón. Taipéi, la capital, es la ciudad con mayor población (2.800.000 habitantes) seguida de Kaohsiung (1.500.000) y Taichung (850.000).
| Ranking | Nombre              | Nombre en chino  | Población    |
| ------- | ------------------- | ---------------- | ------------ |
| 1       | Provincia de Taiwán | 臺灣省 or 台灣省 | 18,590,635 ¹ |
| 2       | Taipéi              | 臺北市 or 台北市 | 2,620,693    |
| 3       | Kaohsiung           | 高雄市           | 1,511,601    |
| 4       | Provincia de Fukien | 福建省           | 82,618 ²     |
| Total   |                     |                  | 22,805,547   |

## Edad ternaria
| Rango de edad | Hombres    | Mujeres    | Total              |
| ------------- | ---------- | ---------- | ------------------ |
| 0-14 años     | 2,330,951  | 2,140,965  | 4,471,961 (19.4%)  |
| 15-64 años    | 8,269,421  | 8,040,169  | 16,309,590 (70.8%) |
| 65 años       | 1,123,429  | 1,131,152  | 2,254,581 (9.8%)   |
| Total         | 11,723,801 | 11,312,286 | 23,036,132         |

Según: CIA World Factbook (2006 est.)

## Sexo por ratio
por nacimientos: 1.1 hombres(s)/mujeres
under 15 años: 1.09 hombres(s)/mujeres
15-64 años: 1.03 male(s)/female
65 años para adelante: 0.99 hombres(s)/mujeres
total de la población: 1.04 hombres(s)/mujeres (2006 est.)

## Residentes
| Nationality / Origin | Hombres | Mujeres | Total            |
| -------------------- | ------- | ------- | ---------------- |
| Vietnam              | 13,185  | 91,622  | 104,807 (24.47%) |
| Tailandia            | 76,476  | 20,171  | 96,647 (22.57%)  |
| Indonesia            | 9,663   | 80,253  | 89,916 (21.00%)  |
| Filipinas            | 27,611  | 59,017  | 86,628 (20.23%)  |
| Estados Unidos       | 7,351   | 2,823   | 10,174 (2.38%)   |
| Japón                | 5,842   | 3,830   | 9,672 (2.26%)    |
| Malasia              | 4,219   | 3,526   | 7,745 (1.81%)    |
| Otros                | 12,212  | 10,439  | 22,651 (5.28%)   |
| Total                | 156,559 | 271,681 | 428,240          |

- 2006 Censos

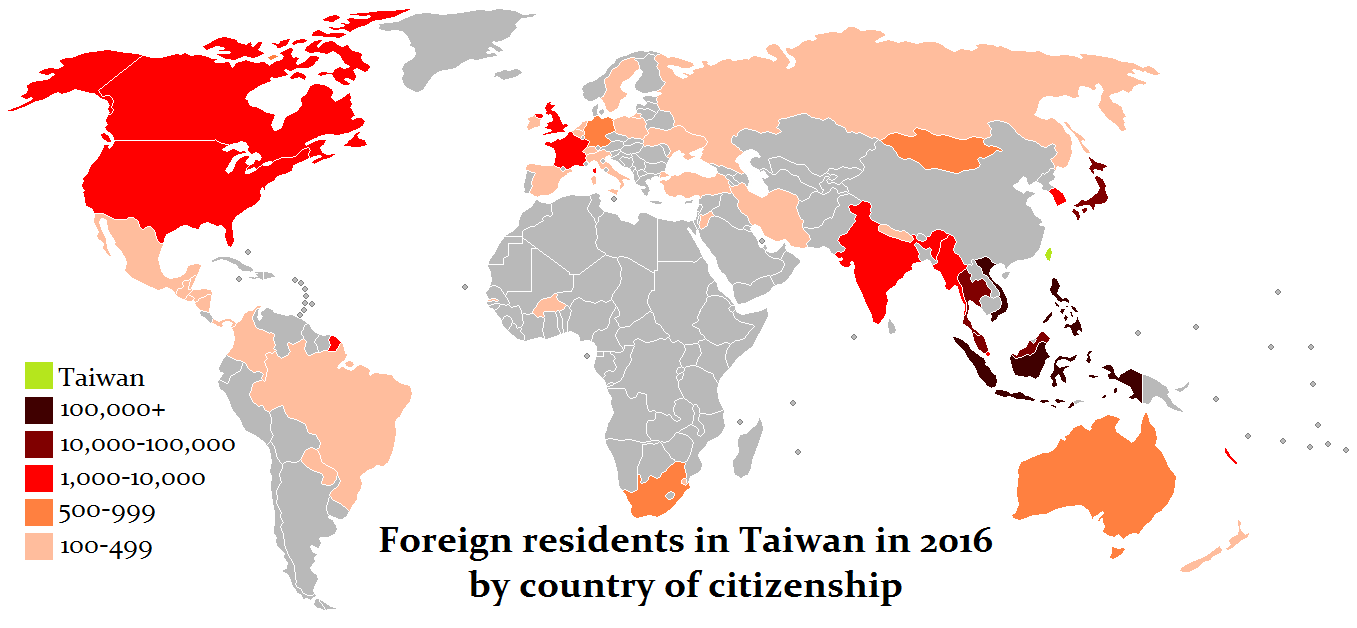
Foreign residents in Taiwan.

- Nota: El número de residentes incluidos.

Source: National Immigration Agency, del Ministerio del Interior(MOI)

## Migración
0 migrantes(s)/1,000 población (2006 est.)
-0.38 migrantes(s)/1,000 población (2000 est.)
Lenguas: Chino (oficial), también se utiliza el inglés como lengua de comercio, el japonés, las lenguas autóctonas y el español que se habla en la zona norte del país donde fue antiguamente una colonia española.
Religión: Budismo(mayoría), religiones cristianas, hinduistas y entre otros.
- Datos: Q458408
- Multimedia: Demographics of Taiwan / Q458408